# Château de Suze-la-Rousse
Le château de Suze-la-Rousse est un château fort féodal du XIe siècle et une demeure seigneuriale style Renaissance du XVIe siècle à Suze-la-Rousse dans la Drôme. L'édifice est en parfait état, classé aux monuments historiques depuis 1964 et abrite aujourd'hui une université du vin depuis 1978.

## Historique
Le site est occupé dès l’époque gallo-romaine par un site castral.

### Charlemagne
En 793 l’empereur Charlemagne fait don de la terre d’Orange et des terres alentour (dont Suze dépendait) à son cousin Guillaume au court nez, pour le remercier de son aide pour la libération d'Orange. L'endroit devient alors un « relais de chasse ».

### Les princes d'Orange - Maison des Baux
En 1173 Tiburge II d'Orange (petite-fille du comte Rambaud II d'Orange et descendante de Guillaume) épouse Bertrand Ier des Baux à qui elle apporte la terre de Suze. Ce dernier fait bâtir un château fort militaire à demi incrusté dans la roche ocre, doté de remparts défensifs gigantesques, de douves profondes et d'un pont-levis, de créneaux, d'un puits de 34 mètres, d'une chapelle Saint-Turquois, sur une colline qui domine le village de Suze au cœur de 1 600 hectares de vignoble de Côtes du Rhône auxquels la région est dédiée.
En 1392 l'évêque de Saint-Paul-Trois-Châteaux Raymond IV donne le village de Suze à sa nièce Marguerite des Baux (surnommée Marguerite la Rousse, petite-fille de Raymond IV (décédé en 1340), 5e prince d'Orange, et fille de Bertrand des Baux (décédé en 1380) en échange d’un domaine à Montréal-les-Sources (Drôme). Elle est à l’origine probable du nom du village Suze-la-Rousse qui tire son nom du celtique « uz » (lieu élevé) et « La Rousse » qui évoque la teinte roussâtre des pierres et roches du château. Elle épouse en 1391 Hugues de Saluces.

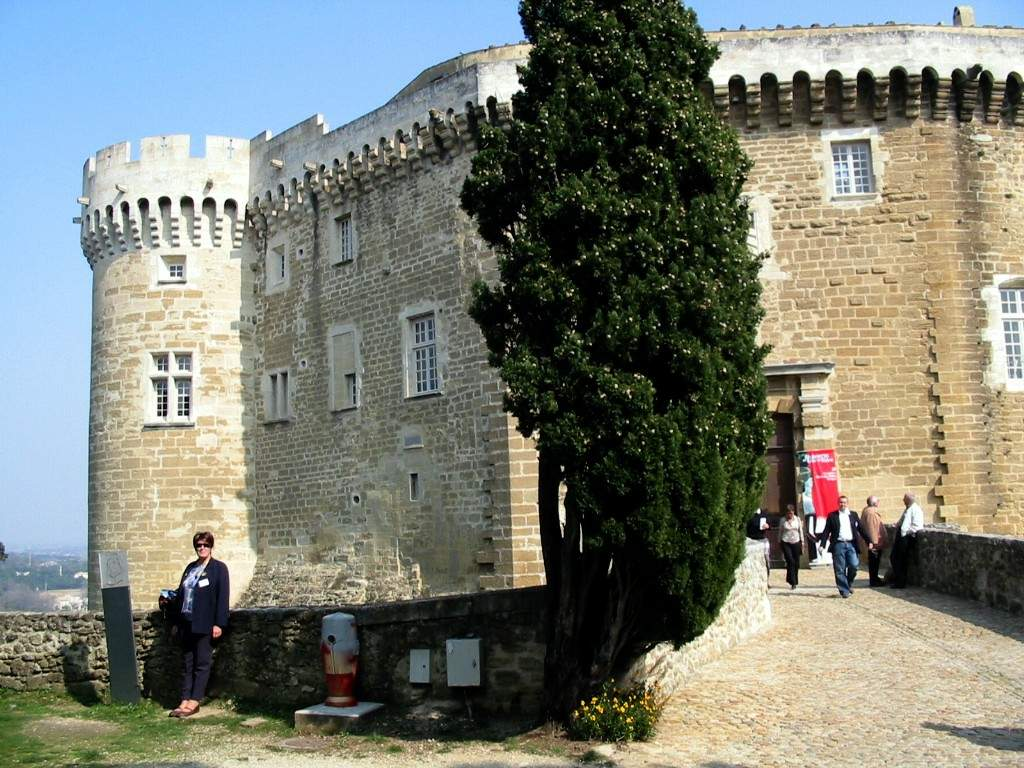

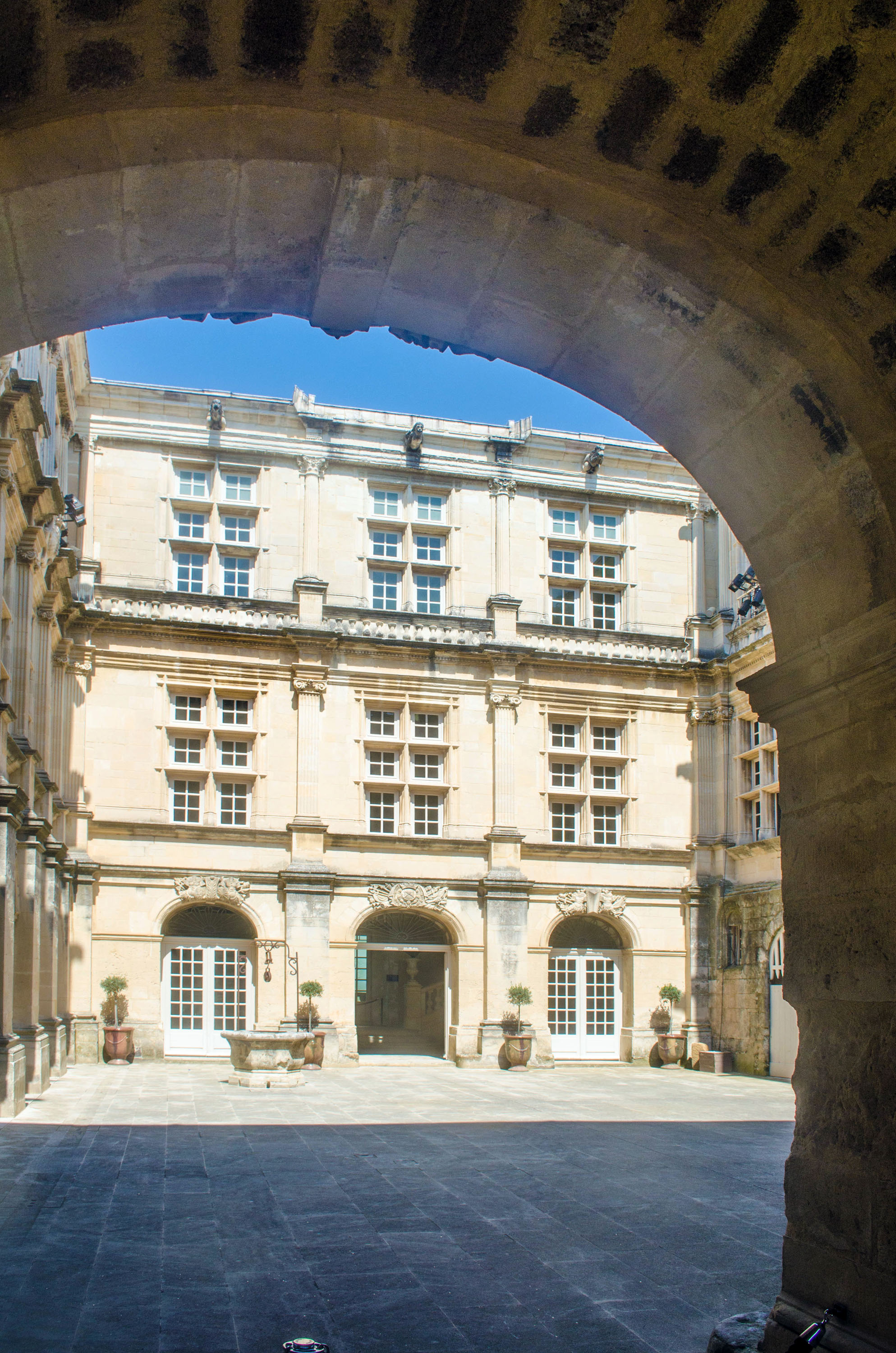
Cour d’honneur.

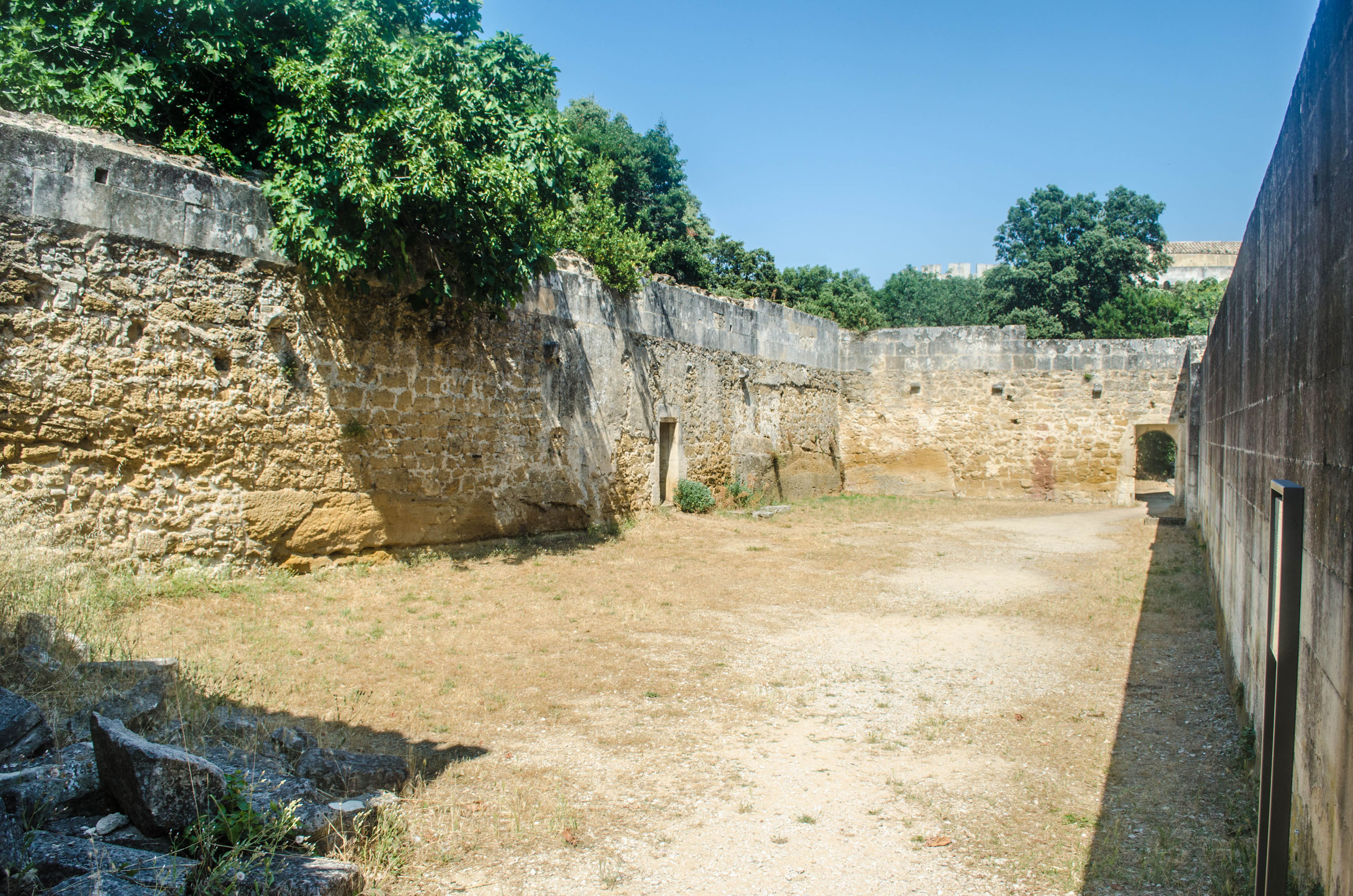
Salle de jeu de paume.

### Maison La Baume-Suze
En 1426 sa fille Antoinette de Saluces épouse en secondes noces Louis de La Baume et débute la ligne de la Maison La Baume-Suze.
En 1551, l'évêque d’Orange (oncle de François de La Baume) finance la construction d'une remarquable cour d’honneur Renaissance qui transforme la forteresse en une grande demeure de plaisance.
En 1564 François de La Baume-Suze (gouverneur de Provence et chef des troupes catholiques du Bas-Dauphiné durant les guerres de religion) fait construire un jeu de paume à l'occasion du passage de Catherine de Médicis (reine de France régente) et de son fils le roi Charles IX de France.
Aux XVIe, XVIIe et XVIIIe siècles, la famille de La Baume-Suze embellit le château de façon somptueuse : décors peints et stuqués et cheminée monumentale (XVIe), grand escalier d’honneur monumental, cabinet octogonal et chapelle Saint-Michel (XVIIe), grande salle et salle à manger décorées de gypseries (XVIIIe) ...
Le château est en partie pillé durant la Révolution française.

### Maison Isnards-Suze
En 1797, Pierre-Louis de La Baume-Suze décède en Suisse à l’âge de 19 ans sans héritier direct. Sa sœur Aldonce-Julie épouse le marquis des Isnards, hérite du château et le transmet à leur descendance Isnards-Suze.
Au cours du XIXe siècle, l'ensemble du château fait l’objet d'importantes restaurations.

### Maison de Witte et Bryas
La marquise Éliane Isnards (arrière-petite-fille du marquis) épouse le baron Jehan de Witte (fils de l'académicien Jean de Witte), avec qui elle a une fille, Germaine de Witte, qui épouse le marquis de Bryas, décédé lors de la Première Guerre mondiale sans héritier.
Elle est la dernière descendante des marquis Isnards-Suze, sans héritier, et elle lègue son château à son décès en 1958 à la fondation des Orphelins Apprentis d’Auteuil (association caritative).

### Conseil général de la Drôme et Université du vin
Le 27 février 1964 le château et son parc sont classés Monument historique et vendus aux enchères en 1965 au conseil général de la Drôme qui le fait restaurer.
En 1978 l’Université du vin privée de Suze-la-Rousse s'installe au second étage du château et dans les anciennes écuries. Le jardin présente une roseraie et une collection ampélographique de 70 cépages différents français et étrangers dans un parc boisé de 23 hectares de chênes verts, pins parasols, érables.
Le conseil général de la Drôme organise de nombreux concerts de musique classique et spectacles de cirque dans la cour d'honneur qui possède une acoustique exceptionnelle où les sons semblent rebondir contre les murs pour revenir amplifiés.

## Les locaux

### Le château
Situé au sommet de la colline surplombant le village de Suze-la-Rousse, le château, de trois niveaux est entouré de douves, actuellement à sec. De type médiéval d'extérieur, il est accessible par un pont fixe, franchissant les douves, donnant sur un portail principal. Ce dernier ouvre sur une cour intérieure rectangulaire, aux façades de type Renaissance. Une cuisine, avec un puits à double accès, et une ancienne chapelle sont notamment desservies par cette cour. À l'opposé du portail principal, se situe une salle d'honneur et un escalier d'apparat, donnant accès aux deux étages supérieurs.

### La salle du jeu de paume
Cette salle a été construite au milieu du XVIe siècle. Charles IX, lors de son séjour au château en 1564, a pu s'adonner à ce jeu très connu à l'époque. Le jeu de paume est l'ancêtre du tennis, se jouant à quatre, deux sur chaque côté de terrain, et avec des raquettes de bois et un filet présent circulairement sur la salle. Ici, les dimensions sont traditionnelles : 32,50 mètres de long et 10,60 mètres de large.

### La chapelle Saint-Michel
Il s'agit de l'ancienne chapelle funéraire des Seigneurs de la Baume. Elle fait l'objet d'une inscription au titre des monuments historiques spécifique, depuis le 10 octobre 1981.